# Chérisey
Chérisey település Franciaországban, Moselle megyében. Lakosainak száma 276 fő (2022. január 1.). Chérisey Goin, Liéhon, Orny, Pontoy és Pournoy-la-Grasse községekkel határos.

## Népesség
A település népességének változása:
| Lakosok száma | 169  | 204  | 231  | 276  | 282  | 298  | 305  | 291  | 284  | 276  |
|               | 1968 | 1982 | 1990 | 2006 | 2013 | 2015 | 2017 | 2019 | 2020 | 2022 |